# Jean-Philippe Delpech
Pour les articles homonymes, voir Delpech.
Jean-Philippe Delpech est un footballeur français né le 1er septembre 1967 à Toulouse. Il évoluait au poste de milieu de terrain.

## Carrière
Après des débuts très prometteurs à Colomiers, JP Delpech quitte la banlieue, à 15 ans, pour intégrer le Centre de Formation du Toulouse Football Club. Il y signera son premier contrat pro 4 ans plus tard et portera durant 10 saisons le maillot violet avant de prendre la direction de l'AS Saint-Étienne en 1993 pour 3 saisons en Division 1 et une en D2 où il n'arrive pas à faire remonter le club parmi l'élite. Il décide alors de continuer à l'AS Beauvais en Division 2.
Mais la saison est compliqué, et si en 1997/1998 il parvient à sauver le club de la relégation en National, la saison 1998/1999 sonne bel et bien le glas de la descente pour l'ASBO.
Blessé, il ne joue presque pas l'année suivante en National, où le club finit champion mais il se découvre une double passion : le théâtre et la pédagogie. Grâce  au metteur en scène Stéphane Tournu-Romain, avec lequel il participe à un projet autour du football mais aussi grâce à Raymond Domenech, l'entraîneur des Espoirs français dont on connaît la passion pour le théâtre, que Delpech s'est découvert des talents cachés. « Il m'avait demandé de venir animer un débat sur l'AS Saint-Étienne, nous avons discuté, et voilà... ».

## Clubs
- 1988-1993 : Toulouse Football Club (Division 1)
- 1993-1997 : AS Saint-Étienne (Division 1 et 2)
- 1997-2000 : AS Beauvais (Division 2 et National)

## Palmarès
- Champion d'Europe espoirs en 1988
- Champion de France de National en 2000 (AS Beauvais)